# Collocalini
Collocalini – plemię ptaków z podrodziny jerzyków (Apodinae) w rodzinie jerzykowatych (Apodidae).

## Zasięg występowania
Plemię obejmuje gatunki występujące w Australazji, południowej i południowo-wschodniej Azji, na wyspach Oceanu Indyjskiego (Seszele, Mauritius, Reunion) i wyspach Oceanu Spokojnego (Palau, Mariany, Karoliny, Wyspy Towarzystwa, Wyspy Cooka oraz Markizy).

## Systematyka
Do plemienia należą następujące rodzaje:
- Collocalia G.R. Gray, 1840
- Hydrochous Brooke, 1970 – jedynym przedstawicielem jest Hydrochous gigas (E. Hartert & A.L. Butler, 1901) – salangana wielka
- Aerodramus Oberholser, 1906